# Corsinia
Corsinia là một chi rêu trong họ Corsiniaceae.